# Psiloscops
Psiloscops is een geslacht van vogels uit de familie uilen (Strigidae). Het geslacht telt één soort:
Psiloscops flammeolus – Ponderosadwergooruil